# Orinoco

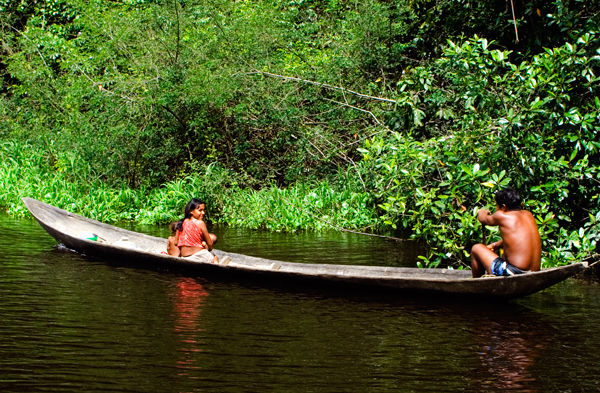
Een Waraufamilie in hun kano

De Orinoco is een rivier in Venezuela die ontspringt in de Sierra Parima (Hoogland van Guyana), vlak bij de grens met Brazilië. De rivier loopt daarna met een boog om het Guyanaschild heen, vormt gedurende bijna 400 kilometer de grens met Colombia, gaat vervolgens dwars door Venezuela naar het oosten en mondt ten slotte uit in de Atlantische Oceaan nabij Trinidad en Tobago. De monding is een enorme rivierdelta (41.000 km²) met moerassen en wouden. De rivier is 2140 kilometer lang en is grotendeels bevaarbaar (de naam 'Orinoco' betekent in het Warau letterlijk Plaats die bevaren kan worden): grote zeeschepen kunnen Ciudad Bolívar bereiken, 435 kilometer uit de kust). In het regenseizoen kan de Orinoco 22 kilometer breed en 100 meter diep worden.

## Geschiedenis
De monding van de Orinoco in de Atlantische Oceaan werd gedocumenteerd door Columbus op 1 augustus 1498 tijdens zijn derde reis. De bron bij de Cerro Delgado-Chalbaud, in het Parima landschap, op de Venezolaans-Braziliaanse grens, op 1047 m hoogte, werd pas in 1951, 453 jaren later, ontdekt door een gezamenlijk Venezolaans-Frans team.
De Orinocodelta en zijrivieren in de westelijke llanos, zoals de Apure en de Meta, werden in de 16e eeuw in kaart gebracht door Duitse expedities onder leiding van Ambrosius Ehinger en zijn opvolgers. In 1531 startte Diego de Ordás bij de voornaamste uitgang van de delta, de Boca de Navíos, en zeilde de rivier op naar de Meta. Hij keerde terug naar de Boca de Navíos, zeilde stroomopwaarts naar de Casanare (Colombia), tot de Meta, dan de Orinoco af, en voer naar Coro, ten noordoosten van de toegang naar het Meer van Maracaibo.
De Duitse geleerde Alexander von Humboldt exploreerde het bekken in 1800, rapporteerde over de roze rivierdolfijnen en publiceerde uitgebreid over flora en fauna.

## Geografie
De loop van de Orinoco beschrijft een brede ellipsvormige boog om het Hoogland van Guyana heen en kan verdeeld worden in vier segmenten van ongelijke lengte die ruwweg corresponderen met de zones van een typische grote rivier:
- De Boven-Orinoco, 242 km lang, van haar bron tot aan de watervallen Raudales de Guaharibos, stromend door bergachtig landschap in noordwestelijke richting.
- De Midden-Orinoco, 750 km lang, deelbaar in twee secties, waarvan de eerste, 480 km lang, in westelijke richting stromend tot aan de samenvloeiing met de Atabapo en de Guaviare bij San Fernando de Atabapo; de tweede sectie, 270 km lang, noordwaarts stromend langs de Venezolaans-Colombiaanse grens, aan beide zijden geflankeerd door de westelijkste granietopstuwingen van het Hoogland van Guyana die de ontwikkeling van een vloedvlakte voorkomen, tot de Aturesstroomversnellingen dicht bij de samenvloeiing met de rivier de Meta bij Puerto Carreño,
- De Lage Orinoco, 959 km lang, met een goed ontwikkelde alluviale vlakte, afdalend in noordoostelijke richting, van de Aturesstroomversnellingen tot Piacoa voor Barrancas (Venezuela).
- De Delta Amacuro, een 200 km lange en zeer grote delta (ca. 22.500 km² groot en 370 km op haar breedst) die het rivierwater ten slotte aflevert in de Golf van Paria en de Atlantische Oceaan.

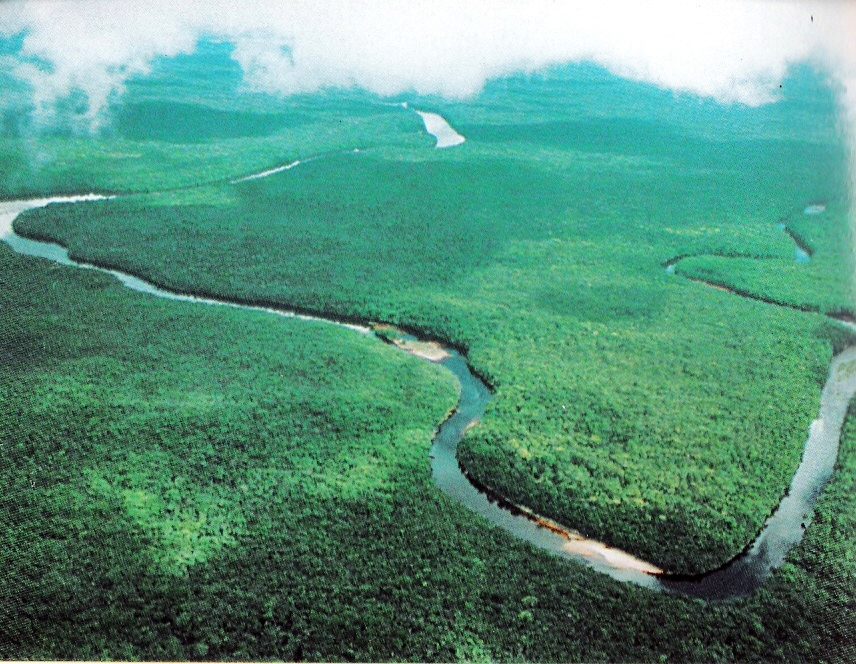
Delta van de Orinoco

Bij haar monding vormt de Orinoco een brede delta die vertakt in honderden rivieren en waterwegen die stromen door 41.000 km² broekbossen. In de regentijd kan de Orinoco zwellen tot een breedte van 20 km en een diepte van 100 m.

### Bifurcatie
Zo'n 250 kilometer van de bron van de Orinoco is er een afsplitsing naar het westen (de Casiquiare), die uitkomt in de Rio Negro. Zo staan de Orinoco en de Amazone met elkaar in verbinding, en hoewel het hier om twee verschillende stroomgebieden gaat (zie bifurcatie), is de verbinding door de Casiquiare bevaarbaar, en vormt bovendien ook voor de Orinocodolfijn de verbinding tussen de twee stroomgebieden.

## Voorname rivieren in het Orinocobekken

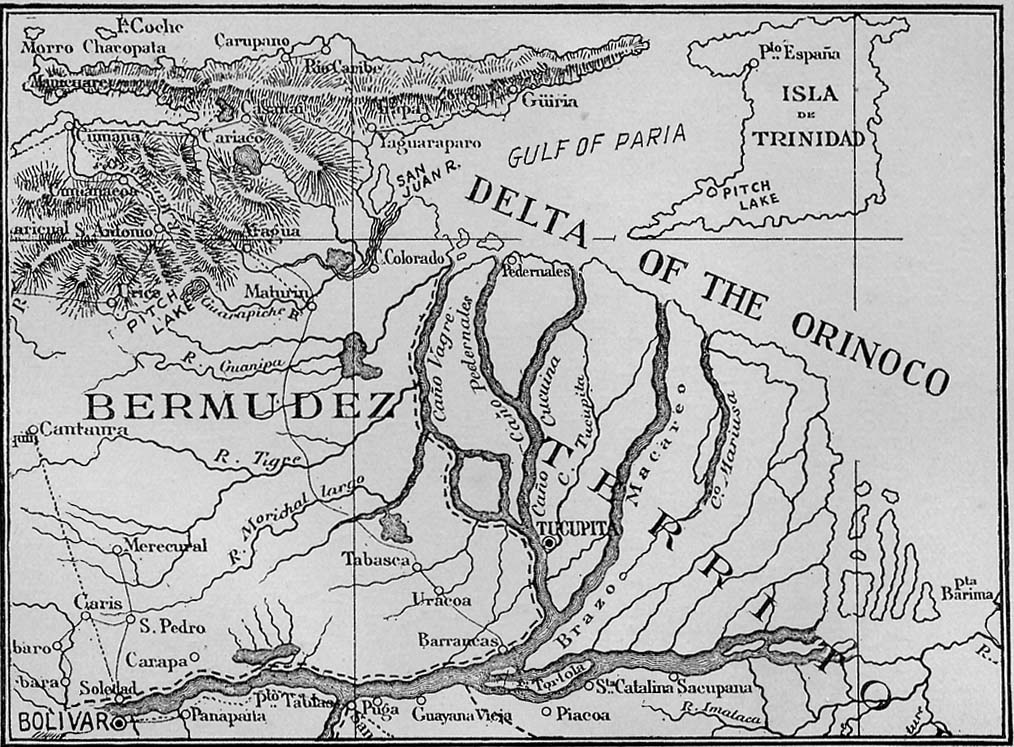
Kaart van de delta (1897)

- Apure: vanuit westelijk Venezuela van west naar oost in de Orinoco
- Arauca: van Colombia naar Venezuela, van west naar oost in de Orinoco
- Atabapo: van Zuidwest-Venezuela van het zuiden in de Orinoco
- Caroní: van het Hoogland van Guyana van Venezuela, van het zuiden in de Orinoco
- Casiquiare: in Zuidoost-Venezuela, een 'aftakking' van de Orinoco westelijk stromend naar de Rio Negro, een belangrijke zijrivier van de Amazone
- Caura: van Zuid-Venezuela (Guiana Hooglanden) noord in de Orinoco
- Guaviare: van Colombia van het westen in de Orinoco
- Inírida: van Zuidoost-Colombia in de Guaviare
- Meta: van Colombia, grens met Venezuela van het westen in de Orinoco
- Ventuari: van Zuid-Venezuela (Hoogland van Guyana) van het oosten westelijk in de Orinoco
- Vichada: van Colombia van het westen in de Orinoco

## Trivia
- Van de Ierse zangeres Enya is het lied Orinoco Flow.
- In het stripalbum De gouden jaguar gaat Jommeke langs de Orinoco op zoek naar professor Gobelijn.
- Het beroemde verhaal Robinson Crusoe van Daniel Defoe speelt zich af in de delta van de Orinoco.
- L. Smit & Co's Internationale Sleepdienst had een zeesleper Orinoco.
- De Nederlandse cameraman Theo van de Sande heeft in 1976 een documentaire gemaakt over een tocht op de Orinoco van bron tot monding, onder de titel Oronoque. De Nederlandse rockgroep Alquin heeft daar muziek bij verzorgd.

- Gemeinsame Normdatei: 4043877-6
- National Archives and Records Administration: 10038773
- Bibliotheek van het Japanse parlement: 00628329
- Nationale Bibliotheek van Tsjechië: ge130323
- Nationale Bibliotheek van Israël: 987007550930005171
- Virtual International Authority File: 316430407